# Die Papiere des Teufels
Die Papiere des Teufels oder Der Zufall ist eine Posse mit Gesang in drei Akten und einem Vorspiele von Johann Nestroy. Die Uraufführung fand am 17. November 1842 im Theater an der Wien als Benefizvorstellung für den Autor statt.

## Inhalt
Der Maurer Dominick muss für Zwicker und Stoppel im Teufelszimmer des Herrenhauses von Hügelfeld ein Kästchen mit wichtigen Papieren einmauern. Er muss schwören, davon nichts zu erzählen, außer jemand sage ihm die vier Passwörter, sonst werde er vom Teufel geholt.
Dominick: „Ein Karpfen soll gegen mich eine Kaffeeschwester seyn.“ (Vorspiel, 2te Scene)
Stoppel hat nämlich Zwicker sein Testament anvertraut und dieser ließ es einmauern, damit es ganz sicher aufbewahrt sei – tatsächlich hat er vor, sowohl Zwicker als auch die Erben zu betrügen und selbst das Vermögen zu kassieren. Dazu kommt es aber nicht, da Stoppel kurz darauf mit seinem Pferdegespann verunglückt und Zwicker der Schlag trifft. Die Köchin Eva ist Stoppels Alleinerbin, der übergangene Federl nimmt eine Kuvert mit Papieren an sich, ohne vorerst zu ahnen, dass sie den Schlüssel zum Geheimnis bergen.
Die unrechtmäßigen Erben Schrollmann und Emilie vertreiben Stoppels Witwe Dorothea und seine Ziehtochter Sophie aus dem Herrenhaus, aber Federl, der inzwischen den Inhalt der Papiere kennt, verspricht Hilfe. Er übergibt Dorothea vorerst das wichtige Kuvert zur Aufbewahrung und bittet sich als Belohnung Sophies Hand aus:
„'s Kind will, die Mutter schwankt, auf diese kindliche Entschlossenheit und auf diesen mütterlichen Wickelwackl bau' ich mir eine thurmhohe Aussicht in's Feenreich des Glücks!“ (I. Act, 10te Scene)
Bei einem Tanzabend im Gasthof Schrollmann spielt Federl, als Teufel verkleidet, mit einer Harfenistentruppe ein Schauerstück, in dem er verschlüsselt die ganze Betrugsgeschichte vorträgt und die beiden Schrollmanns völlig verunsichert. Er bringt sie schon zum Verzicht auf die Erbschaft, da kommt es zu einer Rauferei, bei der Federl verletzt wird, als er für Dorothea und Sophie die Flucht erzwingt:
„Her da alle meintweg'n miteinand!
A halb's Dutzend fallt wenigstens von meiner Hand!“ (II. Act, 12te Scene)
Im Herrenhaus warten die beiden Frauen auf die Klärung der Geschichte, aber der verletzte Federl verspätet sich. Als Dorothea das Kuvert öffnet, wird sie von Schrollmann beobachtet. Dieser entreißt ihr die Papiere und wirft sie ins Feuer, so dass alle Unterlagen der Erbschleicherei vernichtet scheinen. Auch Federl weiß keinen Rat mehr, doch da ruft Schrollmann im Jubel über seinen Sieg:
„Ich trinck' heut noch ihm zu Ehren eine Jaqsonische Sileributelli und rufe: ‚Vivat Zwicker, der Teufelsmensch!‘“ (III. Act, 13te Scene)
Aber genau das sind die vier Passwörter, die Dominick von seiner Teufelsangst befreien; er legt das Kästchen in der Mauer frei und mit dem darin befindlichen wirklichen Testament können die Betrüger überführt werden. Die Schrollmanns ziehen zornig ab, Sophie reicht Federl die Hand und auch Dominick will seine Langzeitverlobte, Frau Körndlbach, nun endlich heiraten.
Alle: „Der Zufall lebe hoch!“ (III. Act, 14te Scene)

## Werksgeschichte
Die Vorlage für Nestroys Werk ist eine Comédie-Vaudeville Les Mémoires du Diable von Étienne Arago und Paul Vermond (Uraufführung am 2. März 1842). Dieses Stück wurde in einer Übersetzung von Joseph Kupelwieser unter dem Titel Die Memoiren des Teufels am 5. November 1842 im Theater in der Josefstadt aufgeführt. Der Rezensent der Wiener Theaterzeitung soll Johann Nestroy am 7. November aufgefordert haben, diesen Stoff zu bearbeiten – ohne zu ahnen, dass der Dichter bereits daran arbeitete, vermutlich schon ab Oktober dieses Jahres. Ein Zusammenhang mit dem gleichnamigen Roman von Frédéric Soulié (1800–1847) konnte nicht festgestellt werden, wenn auch dort das Läuten nach dem Teufel ebenfalls vorkommt.
Die Vorlage ist eine wenig originelle Intrigengeschichte um Testamentsunterschlagung und Erbschleicherei, ein damals (ab 1840) in Frankreich sehr in Mode gekommenes Thema. Die Vorlage behandelt in etwas unwahrscheinlicher und verwickelter Weise die Geschichte eines Generals der französischen Revolutionskriege und den Versuch von Verwandten, sich nach seinem Tod in den Besitz des Schlosses Ronquerolles zu setzen. Ein vorerst geheimnisvoller Retter der Witwe und ihrer Tochter kann dies schlussendlich verhindern und erhält zum Dank deren Hand.
Nestroy versetzte das Stück, wie stets bei der Bearbeitung französischer Vorlagen, aus der großen Welt der Aristokratie in das bürgerliche Vorstadtmilieu und aufs Land. Sentimentalität und Pathos merzt er ebenfalls aus und ersetzt dies durch Situationskomik, so wird von ihm die ganze Schmierentheaterszene mit dem entlarvenden Ritterstück dazu erfunden. Der schon verstorbene General Ronquerolles und der schuftige Advokat Marcillac treten im Original nicht persönlich auf, Marcillacs Gegenstück Zwicker ist die Hauptfigur des Vorspiels. Der Maurer Gauthier, im Vaudeville ein düsterer Verzweifelter, der nicht mehr spricht und das unheimliche Schloss Tag und Nacht beobachtet, wird zum komisch-deprimierten Dominik, dessen größtes Leid das Trinkverbot ist:
„Ein halbes Seitel – das ist zu viel – das ist zu wenig, will ich sagen, um neun und einhalb Seitel weniger als ich gewohnt bin des iß gräßlich.“ (Vorspiel, 2te Scene)
Aus dem vornehmen Ballfest wird ein Wirtshausvergnügen, aus dem Pistolenduell Robins eine Wirtshausrauferei Federls; während Robin die Rolle des „Ersten Liebhabers“ ist, wird Federl zur humorvoll-hilfsbereiten Figur – eine Umsetzung, die Nestroy nach dem Urteil der meisten zeitgenössischen Kritiker nicht ganz gelungen ist. Während Robins Incognito bis zum Schluss gewahrt bleibt, wird Federl schon im Vorspiel auf die Bühne gebracht. Allgemein gelobt wurde jedoch Nestroys Idee, die verwickelte Vorgeschichte der Erbschleicherei, im Original als Rückblenden über den ganzen Text verteilt, gerafft in einem Vorspiel zu präsentieren.
Johann Nestroy spielte den Sekretär Federl, Wenzel Scholz den Maurer Dominick Hauskatz, Friedrich Hopp den Gastwirten Stoppel, Alois Grois den Greißler Schrollmann, Nestroys Lebensgefährtin Marie Weiler die Müllerin Frau Körndlbach.
Der ursprüngliche Arbeitstitel des Stückes wurde von Nestroy in Entwürfen mit Lucifer angegeben. Eine Originalhandschrift mit 18 Bögen und einem Umschlagbogen ist eine erste unvollständige Niederschrift Nestroys mit vielen Formulierungsänderungen und Randnotizen, ohne Personenverzeichnis und Quodlibet des 2. Aktes.
Die Originalpartitur von Adolf Müller ist ebenfalls erhalten, mit dem Titel Die Papiere des Teufels. Poße mit Gesang in 3 Akte und einem Vorspiel von Joh. Nestroy. Musik von Adolf Müller Capellmstr. 1842. Das erste Mal aufgeführt den17ten Novemb: [1]842 im k.k. Priv. Theater a. d. Wien. Das Soufflierbuch des Carltheaters befindet sich in der Österreichischen Theatermuseum.
In Erinnerung geblieben von dem wenig gespielten Stück ist vor allem das Couplet des Federl mit dem Refrain „Das is' wohl nur Chimäre, aber mich unterhalt's“ (I. Act, 10te Scene). Karl Kraus hat es in seinen Vorlesungen häufig vorgetragen; es ist in der Sammlung Lyrik der Deutschen abgedruckt.

## Zeitgenössische Rezeption
Wegen der Entstehungsgeschichte (siehe auch Kapitel Neuzeitliche Interpretationen) und der logischen Schwächen in der Handlung war der Erfolg sowohl bei Publikum als auch bei der Kritik nur gering.
Die Nestroy stets gewogene Wiener Theaterzeitung von Adolf Bäuerle brachte am 19. November 1842 als einzige eine positive Rezension, konnte aber auch nicht umhin, hauptsächlich den Dichter und Schauspieler Nestroy zu loben:
„Herrn Nestroys Spiel in seinem Stücke zu analysieren ist schwerlich notwendig. Der Dichter schrieb die Rolle ja für sich und ob er das Bild, welchens ihm vorgeschwebt, vollkommen seinen Ansichten entsprechend wiedergegeben, wer vermöchte das besser zu entscheiden als er selbst?“
Der Sammler, ebenfalls vom 19. November, verhehlte seine Enttäuschung über das Werk nicht, wenn der Kritiker über die seiner Meinung nach misslungene Umsetzung des adeligen Milieus ins bürgerliche schrieb:
„Und darin liegt eben der Grund des Übels und der Erfolglosigkeit der heutigen Posse. Das Original bietet allerdings sehr günstige Situationen und Charaktere zur glücklichen Benützung für einen tüchtigen Possendichter dar. Doch Nestroys parodistisch-satirisches Talent wollte, dem Originale ängstlich folgend, desselben Schwächen beleuchten und geißeln und geriet dadurch auf Abwege, die wahrlich nicht zum Ziele führten. Diese Posse gehört zu Nestroys schwächsten Produkten […]“
Bis auf Scholz wurden auch die Darsteller sowie die Musik von Adolf Müller wenig gelobt.
Die Wiener Zeitschrift gab am 21. November an, schon im Vorfeld Zweifel gehabt zu haben:
„Schon als sich das Gerücht verbreitete, Herr Nestroy habe ebenfalls eine Bearbeitung der ‚Mémoires du Diable‘ unternommen, stiegen mir allerlei Zweifel auf, ob denn der Stoff auch von der Art sei, um sich jene komische Grundfarbe abgewinnen zu lassen, in deren Manipulation unser Autor so sehr exzilliert?“
Kupelwiesers Stück wurde diesmal ausnahmsweise über Nestroys Version gestellt.
Ähnlich urteilten auch der Wanderer, die Sonntagsblätter und das Österreichische Morgenblatt (vom 19. und 20. November).
Wie fast immer, wenn es um Nestroy ging, war Moritz Gottlieb Saphirs Der Humorist vom 19. November ganz besonders scharf in seiner Kritik, vor allem an der Tatsache, dass Nestroy wieder einmal eine französische Vorlage verwendet habe:
„Die Erfindung ist nämlich die Achillessehne [sic!] der Nestroyschen Muse, und daß er hier verwundbar, das sagt einem gleich der Theaterzettel. Was alles Herr Nestroy gemacht, darüber hätten wir uns verständigt. Nicht so leicht dürfte es fallen, sich über das zu verständigen, wie er es gemacht!“
Auch Saphir wertete Kupelwiesers Stück als das Bessere und erwähnte in einer Notiz vom 24. November auch noch, dass es schon viermal zu Benefizvorstellungen gewählt worden war.

## Spätere Interpretation
Otto Rommel erinnert daran, dass der in französischen Dramen dieser Zeit schon sehr abgedroschene Stoff einer kriminellen Erbschleicherei durch die damals beliebte Verknüpfung mit dem Teufelsglauben schmackhafter gemacht worden wäre. Tatsächlich habe es eine große Zahl von Stücken gegeben, die sich dessen bedient hätten; Rommel nennt neben Kupelwiesers Memoiren des Teufels noch die Zauberpantomime Der kleine Teufel (im Leopoldstädter Theater), Der Anteil des Teufels (im Theater in der Josefstadt, nach einem Vaudeville von Eugène Scribe) und andere allein aus den Jahren 1842/43. Nestroy habe die Unwahrscheinlichkeiten der Vorlage durch eine geschickt erfundene Exposition geklärt und außerdem durch den Zusatz oder Der Zufall entschärft.
Helmut Ahrens stellt fest, dass Nestroy nichts anderes mehr übrig blieb, als trotz des eben aufgeführten Kupelwieser-Stücks seine Arbeit an den Papieren des Teufels fertigzustellen, denn die Zeit, ein anderes Werk zu schreiben, wäre einfach zu kurz gewesen, Requisiten und Bühnenbild waren bereits in Arbeit, Textpassagen von den Schauspielern schon einstudiert. Deshalb sei die Reaktion des Publikums auch hinter den Erwartungen zurückgeblieben, einerseits, weil das Stück doch zu sehr nach Plagiat schmeckte, andererseits weil viele die karikierende Typisierung der Hauptfiguren Federl und Dominik nicht erkennen hätten können, wenn auch deren Darsteller bejubelt worden wären.
Bei Peter Haida ist zu lesen, dass Nestroy in seinen Titeln insgesamt viermal Teufel und Hölle erwähnt habe, nämlich in Robert der Teuxel (1831), in den hier beschriebenen Papieren des Teufels, in Höllenangst (1849) und in Der gutmüthige Teufel (1851). Als Motiv komme das Thema allerdings in weiteren Werken vor, bei der Suche nach einem attraktiven Bühnenstück stöbert beispielsweise die Theatergruppe in Die Fahrt mit dem Dampfwagen (1834) unter Titeln wie „Teufelsstein“, „Teufelsmühl'“, „Teufelsbanner“ und „Teufelsberg“ (Zitat: „Da ist der ganze Teufel beisammen“). Doch werde keine ernsthafte Auseinandersetzung mit dem „Bösen“ gesucht, sondern dieser, wie im Alt-Wiener Volkstheater üblich, seiner ursprünglichen Bedeutung entkleidet als „Parodie der metaphysischen Welt“ vorgeführt.

## Text
- Gesamter Text auf wordpress (abgerufen am 4. Juli 2014)